# Princípio de Distinção
A discussão sobre o Princípio da Distinção nas Armas Autônomas Letais (Lethal Autonomous Weapon ou LAWs) está relacionada ao modo de atuação dessas máquinas, principalmente em situações de guerra, e como ela deve distinguir o seu possível alvo em meio aos civis. As Armas Autônomas Letais (LAWs) são regulamentadas pelo Direito Humanitário Internacional (International Humanitarian Law ou IHL) e a partir deste órgão que é dito como ela irá operar, isto é, procurar, detectar, identificar, rastrear, selecionar e atacar o seu alvo. Qualquer tipo de LAWs que não obedece a este tipo de regulamentação é considerada ilegal.
Atualmente não existe nenhum tipo de software capaz de operar de forma fiel a mente humana em uma situação de guerra. Ou seja, as LAWs que operam nos dias de hoje infringem o Princípio da Distinção pois, elas são capazes de localizar e neutralizar os seus alvos de forma totalmente automática, trazendo consequências morais sérias. O maior problema dessa forma operar independente é que pessoas inocentes podem acabar sendo seriamente prejudicas caso haja algum tipo algum tipo de falha no entendimento do contexto em que a LAW está inserida.

## Fases de Funcionamento
Hoje, o plano que é seguido pelos governos que desenvolvem Armas Autônomas é composto basicamente de três fases:

### Fase de Desenvolvimento
O controle humano pode ser exercido nesta fase, através da programação do sistema de armas. As decisões tomadas durante o estágio de desenvolvimento servem garantir que o sistema de armas possa ser usado obedecendo as leis do IHL e algumas outras leis internacionais que podem se aplicar a depender das circunstâncias de uso pretendidas ou esperadas. Nessa fase, a previsibilidade e a confiabilidade do sistema de armas devem ser verificadas através de testes em ambientes realistas. Os parâmetros operacionais do uso da arma devem ser integrados às instruções militares para seu uso, por exemplo, limitar seu uso a uma situação específica, restringir seu movimento no tempo e no espaço ou permitir a supervisão humana, por exemplo, uma arma de “proteção ativa” de veículo existente (que ataca foguetes ou morteiros) precisará ser testada de acordo com as circunstâncias de uso pretendidas, e os limites operacionais devem ser definidos para que a arma seja ativada apenas em situações em que seus efeitos ocorrerão. ser previsível. Além disso, será necessário estabelecer os requisitos operacionais e o mecanismo técnico para supervisão humana, bem como a capacidade de desativar a arma.

### Fase de Ativação
Nessa segunda o controle humano ainda deve ser ser exercido, e envolve a decisão do responsavel pela Arma de usar um sistema de armas específico para uma finalidade específica, seja em um ataque específico, ou de responder a uma ameaça geral em um período de tempo específico (por exemplo, defesa contra foguetes). Esta decisão por parte do operador deve ser baseada em conhecimento e entendimento suficientes do funcionamento da arma nas circunstâncias dadas para garantir que ela funcione conforme o planejado e de acordo com o IHL. Esse conhecimento deve incluir uma consciência bastante adequada do ambiente operacional, especialmente em relação aos riscos potenciais para civis e objetos civis. Se o sistema de armas operará dentro das restrições do IHL, uma vez ativado, dependerá do desempenho técnico da arma específica nas circunstâncias específicas de uso, especialmente sua previsibilidade e confiabilidade (conforme determinado e testado no estágio de desenvolvimento). No entanto, também dependerá de vários parâmetros operacionais, a maioria dos quais será definida no estágio de desenvolvimento e alguns que serão definidos ou ajustados no estágio de ativação. Isso inclui o seguinte:
1. A tarefa que o sistema foi designado a realizar
2. O tipo de alvo que o sistema pode atacar
3. O tipo de força e munições que emprega
4. O ambiente em que o sistema deve operar
5. A mobilidade do sistema no espaço
6. O prazo de sua operação
7. O tipo de força e munições que emprega (e seus efeitos)
8. O nível de supervisão humana e capacidade de intervir após a ativação

Existem lições a serem tiradas das Armas Autônomas existentes, como sistemas de defesa contra mísseis e foguetes, onde o controle humano é amplamente exercido por meio de uma combinação de desempenho técnico e restrições operacionais, como limites de alvos, limites de espaço geográfico e período de tempo. operação, controles físicos sobre o meio ambiente e supervisão humana e capacidade de desativar.

### Fase de Operação
O risco de violação do IHL pode ser reduzido pela manipulação desses parâmetros operacionais até o ponto de ativação. No entanto, para garantir a conformidade com o IHL, pode ser necessário um controle humano adicional durante o estágio de operação, quando a arma seleciona e ataca autonomamente os alvos. O último parâmetro operacional listado acima, o nível de supervisão humana e a capacidade de intervir após a ativação, fornece um meio pelo qual um controle adicional pode ser exercido sobre um ataque. Onde o desempenho técnico da arma e os parâmetros operacionais definidos durante os estágios de desenvolvimento e ativação forem insuficientes para garantir a conformidade com o DIH na execução de um ataque, será necessário manter a capacidade de controle humano e tomada de decisão durante a fase de operação. Um exemplo seria através da supervisão do sistema de armas e da área alvo e dos links de comunicação bidirecional que permitem o ajuste dos critérios de combate e a capacidade de cancelar um ataque. Por exemplo, algumas armas existentes de contra-foguete, artilharia e argamassa mantêm a capacidade, mesmo com projéteis recebidos, de um operador humano verificar visualmente o projétil na tela e decidir cancelar o ataque, se necessário. Em suma, o tipo e o grau de controle humano sobre um sistema de armas autônomo necessário para garantir a conformidade com o DIH podem se manifestar nos seguintes termos: (a) desempenho técnico verificado do sistema de armas para o uso pretendido, conforme determinado em a fase de desenvolvimento; (b) manipulação de parâmetros operacionais nos estágios de desenvolvimento e ativação; e (c) supervisão humana e potencial de intervenção e desativação durante o estágio de operação. Isso sugere que a conformidade com o IHL requer limites para níveis legais de autonomia em sistemas de armas.

## Previsibilidade
A previsibilidade envolvida no funcionamento das Armas Autônomas em vários tipos de situações é o que garante o seu cumprimento das regras estabelecidas pelo IHL. Para isso a pessoa que está responsável precisa de um alto nível de confiança no software e hardware que está sendo utilizado e do ambiente que ela está atuando. O que se espera é que, com o decorrer do tempo os sistemas envolvidos tornem-se mais complexos, desenvolvimento de uma IA que seja capaz de "aprender", interpretar e se adaptar as novas situações e ambiente, algoritmos mais certos de um resultado desejado, análise de dados obitdos em testes e em situações reais de conflitos, melhorias no hardware também devem ser esperadas como, utilização de novos sensores e novos tipos de armas mais precisas. É por isso que hoje para que estajam de acordo com o IHL, e que tenha níveis aceitáveis de previsibilidade, ainda é bastante necessário a intervenção humana em seu funcionamento.

## Entidades humanitárias
Segundo o Artigo 35 do Protocolo adicional a Convenção de Genebra e Proteção a Vítimas de Conflitos Internacionais Armados, publicado pelo Movimento Internacional da Cruz Vermelha e do Crescente Vermelho (International Committee of the Red Cross ou ICRC):
1. Não é ilimitado o direito das partes envolvidas,em qualquer conflito armado, de escolher métodos ou meios de guerra.
2. É proibido o uso de armas, projéteis e materiais e métodos de guerra de natureza para causar ferimentos supérfluos ou sofrimento desnecessário.
3. É proibido métodos ou meios de guerra que se destinem, ou se pode esperar, a causar danos generalizados, a longo prazo e graves ao ambiente natural.

Segundo o IHL deve haver supervisão e/ou interveção humana nos três pocessos de funcionamanto (Desenvolvimento, Ativação e Operação) das LAWs para que haja uma uma previsibilidade e confiabilidade em relação ao seu funcionamento e para que haja uma garantia que o uso da força seja legal e ético.

## Inteligência artificial
O Prof. Marco Sassòli, afirma em seu artigo ” Autonomous Weapons and International Humanitarian Law: Advantages, Open Technical Questions and Legal Issues to be Clarified”, publicado pela Universidade Naval de Guerra dos EUA, que existem estudos que dizem que levará em torno de 20 anos para desenvolver um tipo de software que terá uma inteligência artificial avançada a um ponto suficiente que uma máquina seria tão capaz de seguir o princípio da distinção quanto os serem humanos. Ele ainda conclui que Armas Autônomas ainda não podem agir como seres humanos e que acredita que no futuro elas poderão um dia se assemelhar aos serem humanos.
Ultimamente tem-se discutido bastante os efeitos dessas máquinas em um campo de batalha e as suas diferenças comparadas aos soldados humanos. Uma das mais claras é o fato de que por serem robôs e não sentirem emoções, como o medo. As LAWs poderiam evitar medidas críticas ao máximo, pelo fato de não sentirem emoções, mas, para que haja um entendimento por si mesma de uma situação crítica e talvez até inesperada, é necessário o desenvolvimento de um software que seja capaz de analisar o máximo de fatores de forma mais próxima à humana.

## Âmbito jurídico
De acordo com o Tribunal Internacional de Justiça:

O primeiro princípio é destinado a proteger a população civil e os bens de carácter civil, e estabelece a distinção entre combatentes e não combatentes; os Estados não devem nunca tomar civis por alvo, nem, em consequência, utilizar armas incapazes de distinguir entre alvos civis e alvos militares. De acordo com o segundo princípio, não devem ser causados males supérfluos aos combatentes: é, portanto, proibido, utilizar armas que lhes causem tais males ou agravem inutilmente o seu sofrimento; em aplicação deste segundo princípio, os Estados não têm uma escolha ilimitada quanto às armas que empregam. O Tribunal referirá, igualmente, em relação com estes princípios, a cláusula de Martens, enunciada pela primeira vez na Convenção II da Haia de 1899 relativa às leis e costumes da guerra em terra, e que se revelou um meio eficaz para fazer face à rápida evolução das técnicas militares. Uma versão contemporânea da referida cláusula encontra-se no art. 1.0, n.° 2, do Protocolo I Adicional [às Convenções de Genebra] de 1977 (...)
Na realidade brasileira sabemos que o governo assinou tratados relacionados a essas questões e que vários treinamentos militares (a exemplo da Força Aérea Brasileira) seguem esses tais princípios anteriormente citados. Segundo o site das Forças Armadas do Brasil "O princípio da Distinção, segundo o militar, evidencia que os ataques devem se limitar estritamente aos objetivos militares - “alvos” - cuja destruição, total ou parcial, captura ou neutralização, ofereça uma efetiva vantagem militar em relação ao oponente. “A seleção de alvos passa por um processo criterioso de análise, levando-se em conta sempre os aspectos da distinção, considerando-se a relevância do alvo para o alcance dos resultados planejados para a missão”, detalha o coronel (Caldeira). Outro princípio, o da Necessidade Militar, atrelado ao anterior, destaca a ideia de que “O poder militar é empregado contra os alvos devidamente selecionados e essenciais para o êxito das ações planejadas”, diz o oficial. Já o princípio da Limitação se refere ao fato de que as partes beligerantes devem observar que nem todos os métodos e meios são viáveis em um conflito. Existem restrições, como por exemplo, o uso de armas químicas e biológicas. Finalmente, há o princípio da Proporcionalidade, que está ligado ao dano colateral causado quando o alvo é atingido: a relação entre a necessidade de empregar o poder militar contra um determinado alvo, a forma como será feito e os danos causados são analisados à luz desse princípio. O Coronel Caldeira explica que, mesmo em tempos de paz, o emprego do Poder Aéreo, em ações de manutenção da soberania do Espaço Aéreo Brasileiro, observa com critério a aplicação de todos os princípios. “As Forças Armadas Brasileiras, por intermédio de exercícios e manobras militares, estão, em todo tempo, consonantes com os princípios consolidados no cenário internacional, aprimorando e aperfeiçoando o preparo e emprego do poder militar, mantendo-se prontas e em condições de atuar em qualquer tipo de cenário"